# Egglkofen
Egglkofen è un comune tedesco di 1 244 abitanti, situato nel land della Baviera.